# جيه. كول
جيرمين لامار كول (مواليد 28 يناير 1985) والمعروف باسم جيه. كول (بالإنجليزية: J. Cole) ، هو مغني راب وكاتب أغاني ومنتج تسجيلات أمريكي. وُلد كول في قاعدة عسكرية في ألمانيا وترعرع في فايتفيل بولاية نورث كارولينا ،  اكتسب شهرة في البداية كمغني راب بعد إطلاق شريطه الموسيقي الأول "The Come Up" في أوائل عام 2007. وكان عازمًا على مواصلة مسيرته الموسيقية ، استمر في إصدار مقطعين مختلط إضافيين ، "The Warm Up (2009)" و "Friday Night Lights (2010)" على حد سواء لإشادة النقاد ، بعد التوقيع مع جاي-زي روك نايشن في عام 2009. يعتبر كول واحدًا من أكثر مغني الراب تأثيرًا في جيله.  ويعمل أيضًا كمنتج جنبًا إلى جنب مع حياته المهنية في موسيقى الراب ، حيث ينتج أصدارات فردية لفنانين مثل كيندريك لامار وجانيت جاكسون ، بالإضافة إلى التعامل مع غالبية الإنتاج في مشاريعه الخاصة. 
حصل كول على جائزة غرامي لأفضل أغنية راب ، وجائزة بيلبورد لأفضل ألبوم راب ، وثلاث جوائز سول ترين ، و 8 جوائز جوائز بي إي تي هيب هوب. تم اعتماد ألبوماته الخمسة جميعها بلاتينية من قبل جمعية صناعة التسجيلات الأمريكية.

## وصلات خارجية
- جيه. كول على موقع IMDb (الإنجليزية)
- جيه. كول على موقع ميوزك برينز (الإنجليزية)
- جيه. كول على موقع إن إن دي بي (الإنجليزية)
- جيه. كول على موقع أول ميوزيك (الإنجليزية)
- جيه. كول على موقع أول ميوزيك (الإنجليزية)
- جيه. كول على موقع ديسكوغز (الإنجليزية)
- جيه. كول على موقع ديسكوغز (الإنجليزية)
- جيه. كول على موقع قاعدة بيانات الفيلم (الإنجليزية)

- جيه. كول في قاعدة بيانات الأفلام على الإنترنت